# Sobraliinae
Sous-tribu
La sous-tribu des Sobraliinae était une sous-tribu de la sous-famille des Epidendroideae, famille des Orchidaceae. La classification APG III considère dorénavant qu'il s'agit  de la tribu des Sobralieae incluant en plus le genre Sertifera, alors qu'auparavant cette sous-tribu n'était pas classée dans une tribu.

## Description et biologie[2]
Cette sous-tribu était un excellent exemple des progrès réalisés dans l'étude et la compréhension de l'évolution des plantes.
En effet, l'étude phylogénétique a permis de mettre en évidence que deux genres (Elleanthus & Sobralia) dont la morphologie est très différente sont en fait très proches génétiquement. C'est l'adaptation au milieu dans lesquels ils ont évolué (notamment les insectes pollinisateurs) qui a permis une évolution radicalement différente.

## Liste desgenres
Selon le NCBI (classification APG II)
- Elleanthus C.Presl (1827).
- Epilyna Schltr. (1918).
- Sobralia Ruiz & Pav. (1794).